# 黄山区
黄山区（こうざん-く）は中華人民共和国安徽省黄山市に位置する市轄区。1987年に徽州地区が廃止され黄山市が設置される前は太平県といった。黄山で知られ、長江の支流の青弋江が流れる。

## 行政区画
- 鎮:甘棠鎮、仙源鎮、湯口鎮、譚家橋鎮、太平湖鎮、焦村鎮、耿城鎮、三口鎮、烏石鎮
- 郷:新明郷、竜門郷、新華郷、新豊郷、永豊郷

## 交通

### 道路
- 高速道路
  - 京台高速道路
- 国道
  - G205国道